# Jan Kopecký
Jan Kopecký (nacido el 28 de enero de 1982 en Opočno), es un piloto de rally checo, que ha competido en el Campeonato Mundial de Rally de 2002 a 2008, en el IRC con Škoda Motorsport, certamen donde ha sido subcampeón en cuatro ocasiones: 2009, 2010, 2011 y 2012 y en el Campeonato de Europa de Rally donde fue campeón en 2013.

## Trayectoria
Entre 1995 y 1999 corrió en karts. Tras comenzar su carrera como piloto de turismos, Kopecký cambió al mundo de los rallyes en 2001, ganando el Campeonato Checo de rallysprints. Luego pasó al Campeonato Checo de Rally, donde finalizó cuarto en 2002 con un Toyota Corolla WRC, tercero en 2003 con un Skoda Octavia WRC oficial, y campeón en 2004 con un Škoda Fabia WRC.
Kopecký debutó en el Campeonato Mundial de Rally en 2002. Disputó tres fechas en 2003, una en 2004 y cuatro en 2005, logrando puntuar por primera vez ese año al resultar octavo en Cataluña con un Škoda Fabia WRC oficial.
El checo comenzó a competir regularmente en el Campeonato Mundial de Rally en 2006, conduciendo un Škoda Fabia WRC y utilizando como copiloto a Filip Schovánek. Kopecky ganó tres tramos, SS18 en el Rally de Cerdeña y SS9 y SS14 en el Rally de Alemania. Su mejor resultado fue el 5.º lugar en el Rally Catalunya-Costa Daurada, ganó 7 puntos y acabó en 15.ª posición.
En 2007, continuó compitiendo con el Škoda Fabia y se colocó 12.º en el Campeonato Mundial de Rally. Su mejor resultado fue el 5.º lugar en Alemania, ganó más puntos que en el año 2006, 10 puntos y 12.ª posición.
En 2008 Kopecký empezó muy bian en el Rally México con un Fiat Grande Punto Abarth S2000, pero se retiró en el segundo tramo. Del Fiat Grande Punto Abarth S2000 pasó al Peugeot 207 S2000 y al IRC. Su mejor resultado fue 2 º en el Rally de Portugal y después del Rally Russia, fue contratado por Škoda Motorsport y comenzó a probar el Škoda Fabia S2000.
En 2009, Kopecký compitió en el Intercontinental Rally Challenge con un Škoda Fabia S2000, terminó segundo en el campeonato y fue ganador de dos pruebas, el Rally Príncipe de Asturias y el Barum Czech Rally Zlín, convirtiéndose en el primer piloto checo en ganar el rally en una coche checo. Kris Meeke se proclamó campeón con un Peugeot 207 S2000.
En 2010 Kopecký continuó su relación con Škoda y también con su buen desempeño en el IRC. Ganó el Rally Islas Canarias-El Corte Inglés y terminó segundo en el Rally de Ypres y en Rali Vinho da Madeira, pero también se retiró dos veces yendo en primera posición casi al final del rally, fue en el Rally Azores y en el Barum Rally Zlín. Kopecký fue de nuevo segundo en la clasificación de pilotos, que ganó su compañero Juho Hänninen.
En 2011 Kopecký ha sido proporcionada por Škoda Motorsport en el Rally de Montecarlo 2011 junto a Freddy Loix, Juho Hänninen y Nicolas Vouilloz.
En paralelo a su actividad internacional, Kopecký continuó participando en el Campeonato Checo de Rally. Fue campeón por segunda vez en 2012, subcampeón en 2011 y 2013, y tercero en 2005 y 2009. Fue campeón consecutivamente durante 5 ediciones más, de 2015 a 2019, para igualar a Václav Pech como piloto con más Campeonatos Checos de Rally con 7 cada uno.

## Resultados

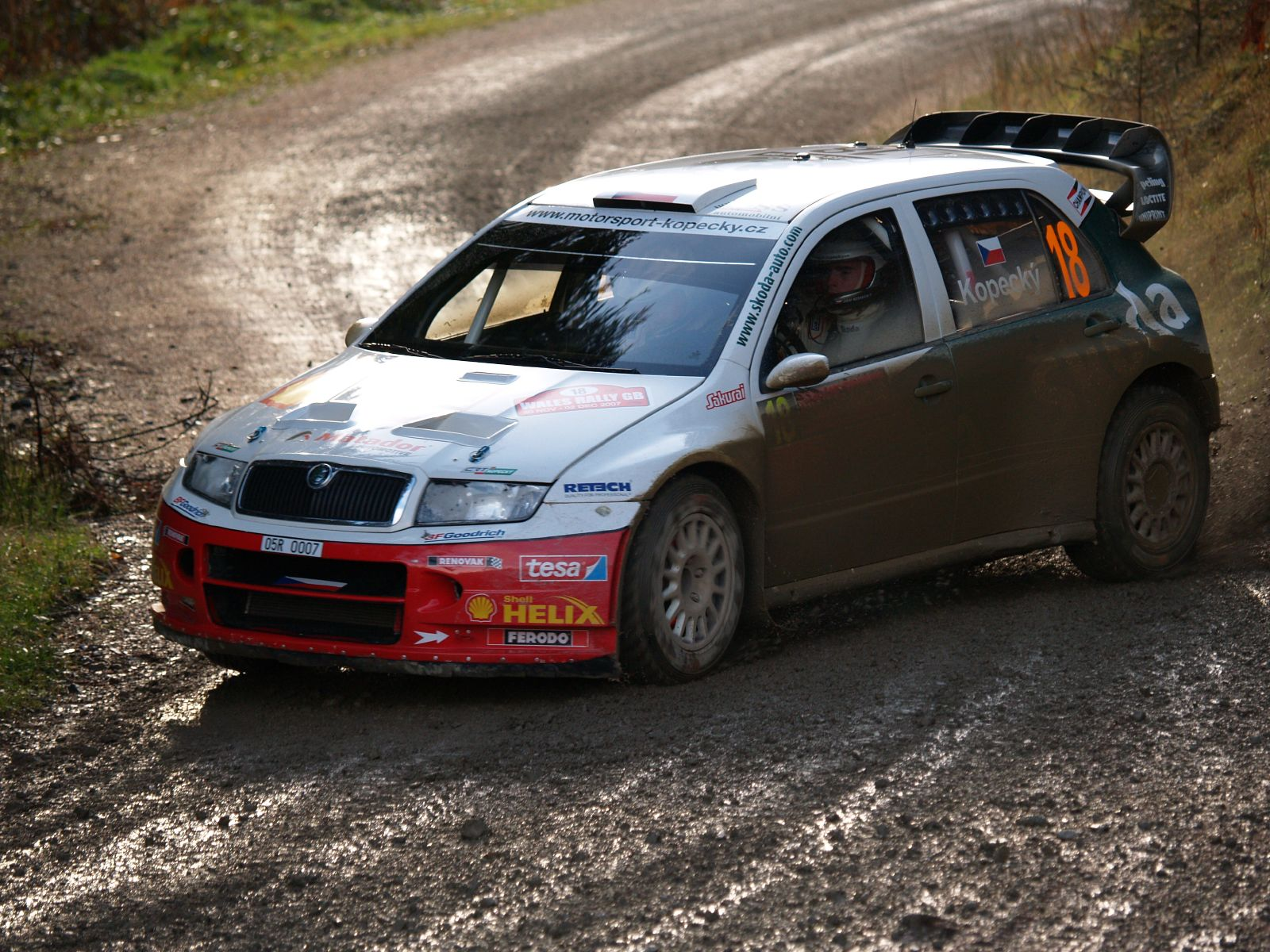
Jan Kopecký en el Rally de Gran Bretaña de 2007.

### Campeonato Mundial de Rally
| Año  | Equipo                            | Automóvil                      | 1      | 2      | 3       | 4      | 5      | 6      | 7       | 8      | 9       | 10      | 11      | 12      | 13      | 14      | 15      | 16     | Posición | Puntos |
| ---- | --------------------------------- | ------------------------------ | ------ | ------ | ------- | ------ | ------ | ------ | ------- | ------ | ------- | ------- | ------- | ------- | ------- | ------- | ------- | ------ | -------- | ------ |
| 2002 | Matador Czech Nation Team         | Toyota Corolla WRC             | MON    | SWE    | COR     | ESP    | CHI    | ARG    | GRE     | SAF    | FIN     | GER Ret | SRM     | NZL     | AUS     | GBR     |         |        | -        | 0      |
| 2003 | Škoda Matador Czech National Team | Škoda Octavia WRC              | MON    | SWE    | TUR     | NZL    | ARG    | GRE    | CHI     | GER 20 |         | AUS     | SRM     | COR     | ESP     | GBR Ret |         |        | -        | 0      |
| 2003 | Jan Kopecký                       | Mitsubishi Lancer Evo VII      |        |        |         |        |        |        |         |        | FIN 32  |         |         |         |         |         |         |        | -        | 0      |
| 2004 | Škoda Motorsport                  | Škoda Fabia WRC                | MON    | SWE    | MEX     | NZL    | CHI    | GRE    | TUR     | ARG    | FIN     | GER     | JAP     | GBR     | CER     | COR     | ESP Ret | AUS    | -        | 0      |
| 2005 | Jan Kopecký                       | Mitsubishi Lancer Evo VII      | MON    | SWE 37 | MEX     | NZL    | ITA    | CYP    | TUR     | GRE    | ARG     | FIN     |         |         |         |         |         |        | 26º      | 1      |
| 2005 | Škoda Motorsport                  | Škoda Fabia WRC                |        |        |         |        |        |        |         |        |         |         | GER Ret | GBR     | JPN     | FRA 12  | ESP 8   | AUS    | 26º      | 1      |
| 2006 | Czech Rally Team Škoda            | Škoda Fabia WRC                | MON 11 | SWE 13 | MEX     | ESP 5  | FRA 10 | ARG    | ITA 17  | GRE 16 | GER 7   | FIN 8   | JPN     | CYP     | TUR Ret | AUS     | NZL     | GBR 10 | 15.º     | 7      |
| 2007 | Czech Rally Team Kopecký          | Škoda Fabia WRC                | MON 8  | SWE 10 | NOR 8   | MEX    | POR 20 | ARG    | ITA Ret | GRE 7  | FIN Ret | GER 5   | NZL     | ESP Ret | FRA 7   | JPN     | IRE     | GBR 12 | 12.º     | 10     |
| 2008 | Jan Kopecký                       | Fiat Grande Punto Abarth S2000 | MON    | SWE    | MEX Ret | ARG    | JOR    | ITA    | GRE     | TUR    | FIN     | GER     | NZL     | ESP     | FRA     | JPN     | GBR     |        | -        | 0      |
| 2015 | Škoda Motorsport                  | Škoda Fabia R5                 | MON    | SWE    | MEX     | ARG    | POR    | ITA 9  | POL     | FIN    | DEU 13  | AUS     | FRA     | ESP 10  | GBR     |         |         |        | 25º      | 3      |
| 2016 | Škoda Motorsport                  | Škoda Fabia R5                 | MON    | SWE    | MEX     | ARG    | POR 19 | ITA 10 | POL     | FIN    | GER 9   | FRA 12  | ESP 8   | GBR 16  | AUS     |         |         |        | 19.º     | 7      |
| 2017 | Škoda Motorsport                  | Škoda Fabia R5                 | MON 8  | SWE    | MEX     | FRA 16 | ARG    | POR    | ITA 10  | POL    | FIN     | GER 11  | ESP 9   | GBR     | AUS     |         |         |        | 16.º     | 7      |
| 2018 | Škoda Motorsport                  | Škoda Fabia R5                 | MON 10 | SWE    | MEX     | FRA 8  | ARG    | POR    | ITA 8   | FIN    | GER 9   | TUR 7   | GBR     | ESP 13  | AUS     |         |         |        | 15.º     | 17     |
| 2019 | Škoda Motorsport                  | Škoda Fabia R5 evo             | MON    | SWE    | MEX     | FRA    | ARG    | CHI    | POR 8   | ITA 10 | FIN     | GER 11  | TUR 11  | GBR 18  | ESP 11  | AUS C   |         |        | 19.º     | 5      |
| 2020 | Toksport WRT                      | Škoda Fabia R5 Evo             | MON    | SWE    | MEX     | EST    | TUR    | ITA    | MNZ 13  |        |         |         |         |         |         |         |         |        | -        | 0      |

### IRC
| Año  | Equipo           | Coche             | 1     | 2     | 3       | 4     | 5       | 6     | 7       | 8     | 9       | 10      | 11    | 12    | 13  | Posición | Puntos |
| ---- | ---------------- | ----------------- | ----- | ----- | ------- | ----- | ------- | ----- | ------- | ----- | ------- | ------- | ----- | ----- | --- | -------- | ------ |
| 2008 | Champion Racing  | Peugeot 207 S2000 | TUR 5 | POR 2 | BEL Ret | RUS 6 | MAD     | BCZ   | AST     | SAN   | VAL     | CHI     |       |       |     | 7.º      | 15     |
| 2009 | Škoda Motorsport | Škoda Fabia S2000 | MON 4 | CUR   | KEN     | POR 2 | BEL 2   | RUS 2 | MAD     | CZE 1 | ESP 1   | ITA Ret | ESC   |       |     | 2º       | 49     |
| 2010 | Škoda Motorsport | Škoda Fabia S2000 | MON 5 | CUR 4 | ARG 3   | CAN 1 | SAR 3   | YPR 2 | AZO Ret | MAD 2 | ZLI Ret | SAN 6   | ESC   | CYP   |     | 2º       | 47     |
| 2011 | Škoda Motorsport | Škoda Fabia S2000 | MON 8 | CAN 2 | COR 2   | YAL 3 | YPR DNS | AZO 3 | ZLI 1   | MEC 1 | SAN 4   | SCO 5   | CYP 2 |       |     | 2º       | 152    |
| 2012 | Škoda Motorsport | Škoda Fabia S2000 | AZO   | CAN 1 | IRL 3   | COR 2 | TAF 1   | YPR   | SAM     | RUM   | BCZ Ret | YAL     | SLV   | SAN 2 | CYP | 2º       | 101    |

### Campeonato de Europa
| Año  | Equipo           | Coche             | 1     | 2   | 3     | 4     | 5     | 6   | 7     | 8     | 9     | 10    | 11  | 12  | Posic. | Puntos |
| ---- | ---------------- | ----------------- | ----- | --- | ----- | ----- | ----- | --- | ----- | ----- | ----- | ----- | --- | --- | ------ | ------ |
| 2013 | Škoda Motorsport | Škoda Fabia S2000 | AUT 1 | LIE | CAN 1 | AZO 1 | COR 2 | YPR | SRM 1 | BCZ 1 | POL 3 | CRO 1 | SAN | VAL | 1.º    | 248    |

| Predecesor: Pontus Tidemand | Campeón del WRC-2 2018          | Sucesor: Pierre-Louis Loubet |
| Predecesor: Juho Hänninen   | Campeón de Europa de Rally 2013 | Sucesor: Esapekka Lappi      |